# Homolobus truncator
Homolobus truncator är en stekelart som först beskrevs av Thomas Say 1829.  Homolobus truncator ingår i släktet Homolobus och familjen bracksteklar. Arten är reproducerande i Sverige. Inga underarter finns listade i Catalogue of Life.